# 1735 în literatură
Anul 1735 în literatură a implicat o serie de evenimente și cărți noi semnificative.  